# Джанабергенов, Ердос Усенович
 Ердос Усенович Джанабергенов  (каз. Ердос Үсенұлы Жаңабергенов, 17 января 1984) — казахстанский боксёр, чемпион мира 2005 года (в/к до 81 кг), заслуженный мастер спорта Республики Казахстан.

## Биография
Ердос Джанабергенов родился в Узбекистане. В 2001 году семья переехала в Казахстан, в Актау. Боксом занимается с 8 лет.
В 2004 году впервые стал чемпионом Казахстана.
В 2005 году стал чемпионом мира в категории до 81 кг.
В 2006 году стал чемпионом мира среди студентов.
В 2011 году занял 1 место на чемпионате мира среди военнослужащих.